# كريس كلاين
كريس كلاين (بالإنجليزية: Chris Klein)‏ (4 يناير 1976 سانت لويس الولايات المتحدة - ) هو لاعب كرة قدم أمريكي يلعب كلاعب وسط.

## روابط خارجية
- كريس كلاين على موقع الدوري الأمريكي (الإنجليزية)
- كريس كلاين على موقع قاعدة بيانات كرة القدم.إي يو (الإنجليزية)
- كريس كلاين على موقع ناشيونال فوتبول تيمز (الإنجليزية)
- كريس كلاين على موقع Soccerway.com (الإنجليزية)